# Lunga, Stînga Nistrului
Lunga este un sat din Unitățile Administrativ-Teritoriale din Stînga Nistrului (Transnistria), Republica Moldova.
Conform recensământului din anul 2004, populația localității era de 3.271 locuitori, dintre care 2.205 (67.41%) moldoveni (români), 553 (16.9%) ucraineni si 434 (13.26%) ruși.

## Personalități
- Isaac Grecul (1906–1992), scriitor și critic literar sovietic moldovean.